# Gyldenstolpia fronto
Gyldenstolpia fronto es una especie de roedor de la familia Cricetidae.

## Distribución geográfica
Se encuentra en Argentina y Brasil. 

## Hábitat
Su hábitat natural son las savanas áridas.